# Cantonul Saint-Junien-Est
Cantonul Saint-Junien-Est este un canton din arondismentul Rochechouart, departamentul Haute-Vienne, regiunea Limousin, Franța.

## Comune
| Comune                 | Populație (1999) | Cod poștal | Cod INSEE |
| ---------------------- | ---------------- | ---------- | --------- |
| Javerdat               | 644              | 87520      | 87078     |
| Oradour-sur-Glane      | 2.246            | 87520      | 87110     |
| Saint-Brice-sur-Vienne | 1.565            | 87200      | 87140     |
| Saint-Junien           | 5.122            | 87200      | 87154     |
| Saint-Martin-de-Jussac | 518              | 87200      | 87164     |
| Saint-Victurnien       | 1.686            | 87420      | 87185     |